# Hatching Pete
Hatching Pete é um filme original do Disney Channel que estreou em 24 de abril de 2009 nos EUA e em 26 de fevereiro de 2011 no Brasil. O filme é protagonizado por Jason Dolley e Mitchel Musso. As filmagens do filme decorreram de julho até o início de setembro de 2008.

## Sinopse
Cleatus Poole (Mitchel Musso) é o mascote da Escola Secundária Hondo e a sua família inteira desempenhou o mesmo papel na escola. O problema é que Poole é alérgico ao uniforme de mascote. Quando seu melhor amigo, Peter "Pete" Ivey (Jason Dolley), veste o uniforme, fica imensamente popular. Todo mundo acha que Cleatus é o mascote, mas na verdade é Pete que se encontra lá dentro. Como consequência, a relação entre os dois amigos deixa de ser a mesma, e eles terão que dizer a verdade o mais rápido possível.

## Elenco
- Jason Dolley como Pete Ivey
- Mitchel Musso como Cleatus Poole
- Josie Loren como Angela Morrissey
- Tiffany Thornton como Jamie Wynn
- Brian Stepanek como Treinador Mackey
- Sean O'Bryan como Leon Ivey
- Amy Farrington como Doris Ivey
- Crawford Wilson como Dwayne Dil
- Aramis Knight como Wendell Pate
- Edward Herrmann como Diretor Fred Daly
- Madison Riley como Cammie Poole

## Recepção
A estreia do filme foi vista por 4.1 milhões de telespectadores, tornando-se o terceiro filme da Disney em três anos com menos de 5 milhões de audiência no lançamento.

O crítico David Nusair chamou o filme (juntamente com Dadnapped) de "um típico filme decepcionante da Disney Channel".